# 5654 (année hébraïque)
5654 (hébreu : ה'תרנ"ד , abbr. : תרנ"ד) est une année hébraïque qui a commencé à la veille au soir du 11 septembre 1893 et s'est finie le 30 septembre 1894. Cette année a compté 385 jours. Ce fut une année embolismique dans le cycle métonique, avec deux mois de Adar - Adar I et Adar II. Ce fut la cinquième année depuis la dernière année de chemitta.

## Calendrier
Ce calendrier hébraïque de l'année 5654 donne les correspondances avec les dates du calendrier grégorien.
Le premier nombre dans chaque case correspond au jour du mois hébraïque. Les jours en couleurs sont des jours remarquables juifs .
| ◄◄ | 5654 | ►► |

## Décès
5649 - 5650 - 5651 - 5652 - 5653 - 5654 - 5655 - 5656 - 5657 - 5658 - 5659